# Miskolci 10. honvéd gyalogezred
A 10. honvéd gyalogezred Miskolc híres, szinte legendás háziezrede volt. Magja már 1869-ben létrejött, majd 1890-ben, az egri és a sátoraljaújhelyi zászlóaljakkal való összevonással teljesedett ki az ezred. A katonákat a környező vármegyékből regrutálták. A háziezred jellegnek megfelelően szoros kapcsolatot ápoltak Miskolc városával, annak vezetésével és a civilekkel. A tábori ezred mellett a háborús időben létrehoztak egy népfelkelő ezredet is, amelynek – elvileg – nem kellett harci tevékenységet végeznie. A 10-es honvédek bázishelye a Serház (illetve a tiszteletükre később átnevezett Tizeshonvéd) utcán álló József laktanya volt. Az épületben ma a Herman Ottó Gimnázium helyezkedik el.
Az ezred részt vett az első világháborúban, és először 1914 augusztusában, Galíciában vetették be őket – a népfelkelő ezredet is. A kezdeti nehézségek után megjöttek a győzelmek és a sikerek is. A sereg harcait élénk figyelemmel kísérő Miskolc elismeréssel üdvözölte a honvédeket, és időről időre „szeretetvonatot” küldött a frontra. 1915 májusában a 10-esek részt vettek a híres gorlicei áttörésben, majd 600 kilométert haladva Breszt-Litovszkig nyomultak. 1916 augusztusa és 1918 márciusa között már a román fronton harcoltak, és kiemelkedő sikerként elfoglalták a stratégiai fontosságú Magyaros-tetőt. Az ezred saját – a hátországban is igen népszerű – tábori újságot hozott létre 10-es Honvéd címmel, amelyben az aktuális történéseken, híreken kívül tréfás cikkeket és rajzokat tettek közzé. 1918 őszén az olasz frontra kerültek, a Piave folyó környékén harcoltak. A Monarchia összeomlása, illetve a békekötés után az ezred fogságba esett, és amikor egy év után hazatértek, az ezred már megszűnt, a magyar hadsereget átszervezték.
A 10-es honvédek emlékét az ezred volt tisztjei kezdték ápolni. 1922-től ezrednapokat rendeztek, szobrot állíttattak a Rudolf laktanya előtt, emléktáblát avattak a József laktanya falán, az ezredről emlékkönyvet jelentettek meg. A második világháború után a hagyományápolás gyakorlatilag megszűnt (az emléktábla eltűnt, a szobrot a Hősök temetőjébe helyezték át), csak az ezredforduló körül éledt fel újra. A szobrot egykori laktanyájuk közelében állították fel, új emléktáblát készítettek, hagyományőrző egyesület jött létre – a 10-es honvédek emlékét újra ápolják a városban.

## Megalakulása
Az osztrák–magyar kiegyezés utáni időszakban az Osztrák–Magyar Monarchia fegyveres erejében (hivatalosanː Bewaffnete Macht) a közös hadsereg (Gemeinsame Armee – a császári és királyi csapatok) mellett megjelent a Magyar Királyi Honvédség (k.u. Landwehr) Ausztriában a k.k. Landwehr. A magyar honvédség vezényleti nyelve magyar volt, és kissé eltérő volt az egyenruhájuk is, mint a közös csapatoké, ugyanakkor a közös hadseregben a magyar kiegészítésű gyalogezredek szintén saját, magyar egyenruhát (Ungarische Uniform) viseltek. A honvédség megszervezése 1869-ben kezdődött gyalogos- és huszár-, később tüzéregységek felállításával. Miskolcon 1869. október 30-án alakult meg a honvéd zászlóalj, amelyből az egri és a sátoraljaújhelyi zászlóaljakkal való összevonással jött létre 1890-ben a 10. honvéd gyalogezred. Az ezred katonái Borsod, Heves és Zemplén vármegyéből kerültek ki, így Miskolc mindig őket tekintette háziezredének. A háziezred és az ezredtulajdonosi cím eredete még arra az időre nyúlik vissza, amikor a nemesek, főrendek a saját költségükön állítottak ezredeket, amelyeket a Habsburg uralkodó rendelkezésére bocsátottak, ezek gazdájuk nevét viselték, saját zászló alatt harcoltak, idővel, a 18. század elejére ezen ezredek teljesen az uralkodó fennhatósága alá kerültek, de az ezredtulajdonosok sokáig megtartották bizonyos előjogaikat. 1715 után a Habsburg-ház tagjai is kaptak alakulatokat, akik ezredesi rendfokozattal viselhették az egység egyenruháját, de parancsnoklási joguk nem volt. Az ilyen ezredtulajdonosi címek gyakran ajándékozási aktusok voltak, például Ferenc József 1888. október 1-jén Eduárd walesi herceget is megajándékozta egy miskolci, a császári és királyi 12. huszárezreddel (k.u.k. Husarenregiment Nr. 12). Az ugyancsak részben Miskolcon állomásozó császári és királyi 65. Lajos Viktor főherceg gyalogezred (k.u.k. Infanterieregiment Erzherzog Ludwig Viktor Nr. 65) – bár ők is miskolci háziezrednek tartották magukat (pedig jellemzően nem a környékbeli megyékből verbuválódtak) – Lajos Viktor, Ferenc József legifjabb öccse volt az ezredtulajdonosa.
Minthogy az 1868. évi 42. törvény szerint minden ezred mellé népfelkelő ezredet is létre kellett hozni, akiket az országot ért támadás esetén hívhatták be, a 10-es honvédekhez is tartozott ilyen népfelkelő ezred. A népfelkelők közé az önkéntes, többnyire idősebb korosztályhoz tartozókat sorolták be, akiket kisegítő szolgálatra (hadtáp, őrzési és hátországi feladatok stb.) lehetett beosztani. 1912-től aztán a rendes és a népfelkelő ezredeknél is felállították az ún. pótzászlóaljakat, amelyeknek az újoncok kiképzése volt a feladata.
A 10-es honvéd háziezred jellegének megfelelően ellátta a helyőrségi szolgálatot, az ünnepségekre díszőrséget biztosított, zenekara közreműködött egyes rendezvényeken, általánosságban véve részt vett a város társadalmi életében. A város vezetése ugyanakkor szoros kapcsolatot tartott az ezredparancsnoksággal, képviseletet biztosított számára egyes testületekben, meghívta a polgári ünnepségekre, háborús időszakban segítette a kapcsolattartást az itthoniakkal, ajándékokat gyűjtött és juttatott a frontra stb.
Az ezred parancsnoka a háború előtti békeidőben a hadtörténészként híressé vált Doberdói Breit (Bánlaky) József honvéd ezredes, későbbi katonai pályája csúcsán altábornagy volt.

## A József laktanya

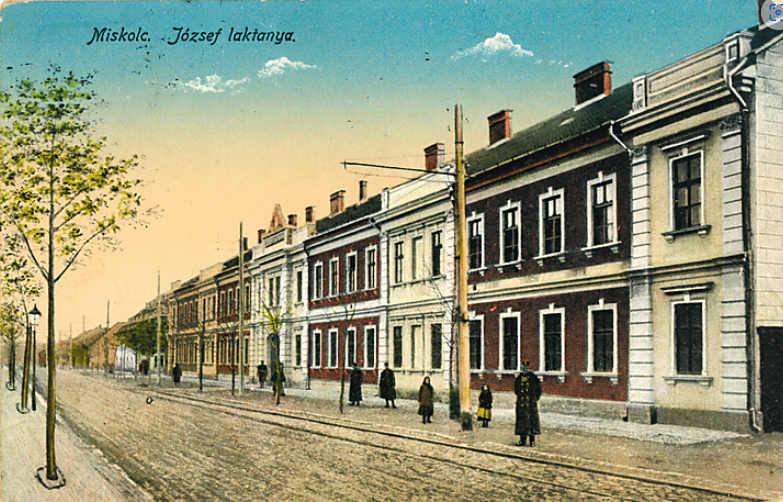
A József laktanya fényképe a századforduló körül

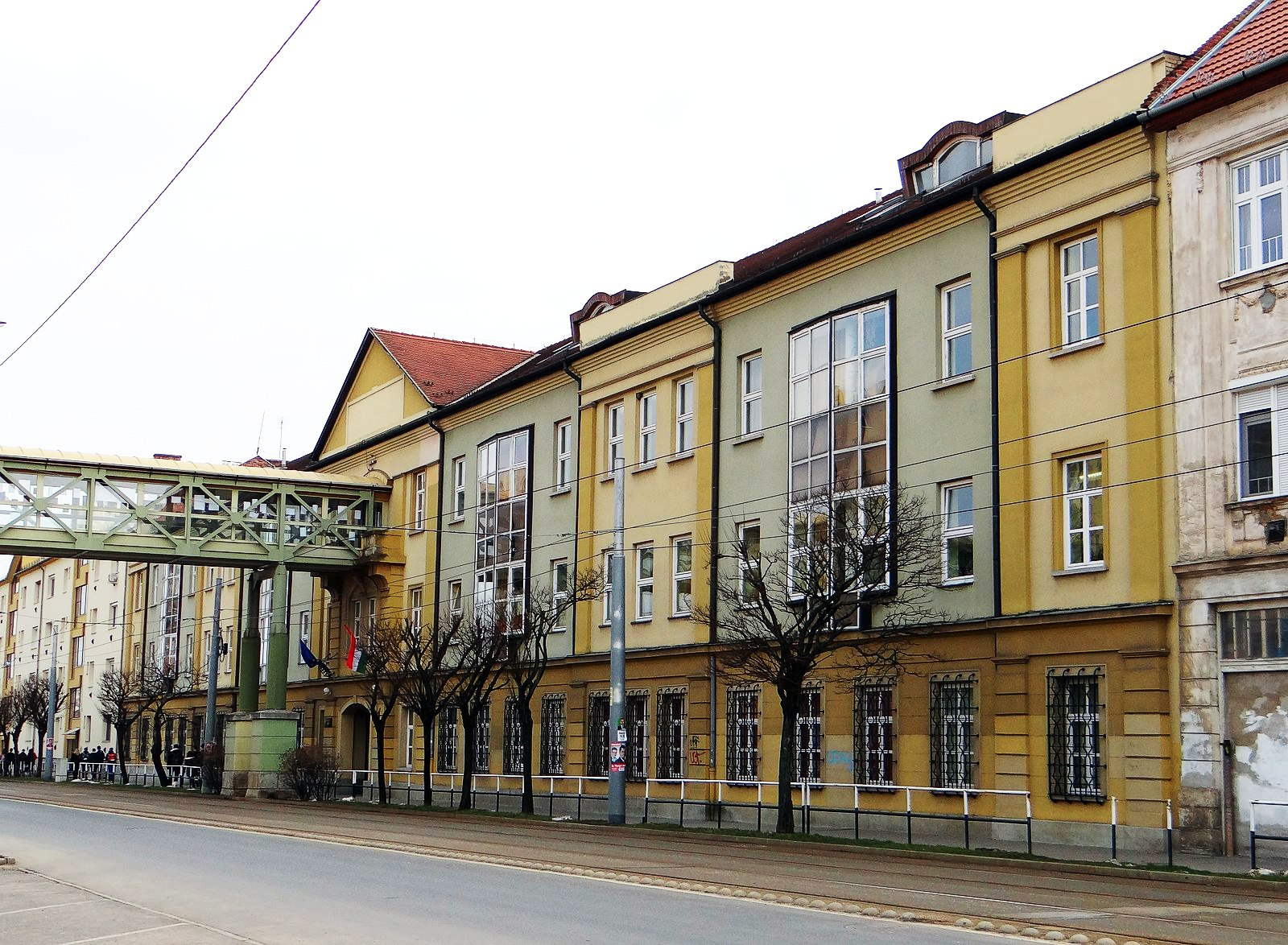
Az átalakított épület ma a Herman Ottó Gimnáziumnak ad otthont

A 10-es honvédek számára Miskolc a város akkori nyugati határában lévő Serház utcában álló régi sörház épületét jelölte ki laktanyaként. A helyszín ideális volt, a sörgyár 1883 óta már nem működött, és a célnak megfelelően át lehetett alakítani, ki lehetett bővíteni, hely bőségesen rendelkezésre állt, a szükséges mellék- és felvonulási épületek megvoltak, a közelben kialakítható volt a gyakorlótér. Az egyemeletes laktanyát 1889-ben adták át, amiről a Borsodmegyei Lapok így számolt be: „Az új honvéd-laktanya a régi serház telkén júl. hó 23-án adatott át a honvédelmi minisztérium által kiküldött megbízottaknak; az átvevők voltak: Lehoczky ezredes, Tóth őrnagy, Bányai ezred-orvos, Szánkay hadbiztos és Schwarcz műszaki hadnagy. […] Az átadó bizottság állott: Lévay József megyei főjegyzőből, mint elnök, Soltész Nagy Kálmán polgármester és Adler Károly főmérnökből”.
Az átadást követően a városi közgyűlés határozatot hozott a laktanya nevéről is: „A m. kir. honvédség számára emelt, városunk felső részének egyik ékességét képező laktanya József főherceg ő felségének, ki a magyarság érdekében cselekedni, működni velünk együtt hazafiúi kötelességének tartja, magas nevéről József laktanyának neveztessék el”. József főherceg nagy tiszteletnek örvendett Miskolcon, 1893-ban díszpolgárrá is választották. A miskolci laktanyában a 10-es honvéd gyalogezred törzse és 1. zászlóalja volt elhelyezve, a 2. zászlóaljnak Eger, a 3-iknak pedig Sátoraljaújhely volt a telephelye.
Az ezred megszűnése után a laktanya épületét egyéb célokra használták. Először 1923-ban hirdették meg eladásra, végül 1926-ban a magyar királyi belügyminisztérium megrendelésére egy újabb emeletet húztak rá Csáki István tervei alapján, és a miskolci VII. számú csendőr kerületi parancsnokság vette birtokba. Az épület változatlanul városi tulajdonban maradt. A második világháború után a Miskolc Járási Rendőrkapitányság kapott helyet benne (felmerült a Bányaipari Technikum elhelyezése is, de az végül Perecesre került), és használta az Államvédelmi Hatóság is. 1957-től 1980-ig a járási és megyei munkásőr parancsnokság, 1964-től 1989-ig a Magyar Szocialista Munkáspárt megyei oktatási igazgatósága (Marxizmus-Leninizmus Esti Egyetem) működött benne. A rendszerváltozás után a megyei bíróság és a Herman Ottó Gimnázium elhelyezése is felmerült, végül a városi közgyűlés az utóbbi mellett döntött. Az egykori laktanyaépületet Pirity Attila tervei alapján építették át, és a gimnázium 1993-ban vette birtokba.

## Az első világháborúban

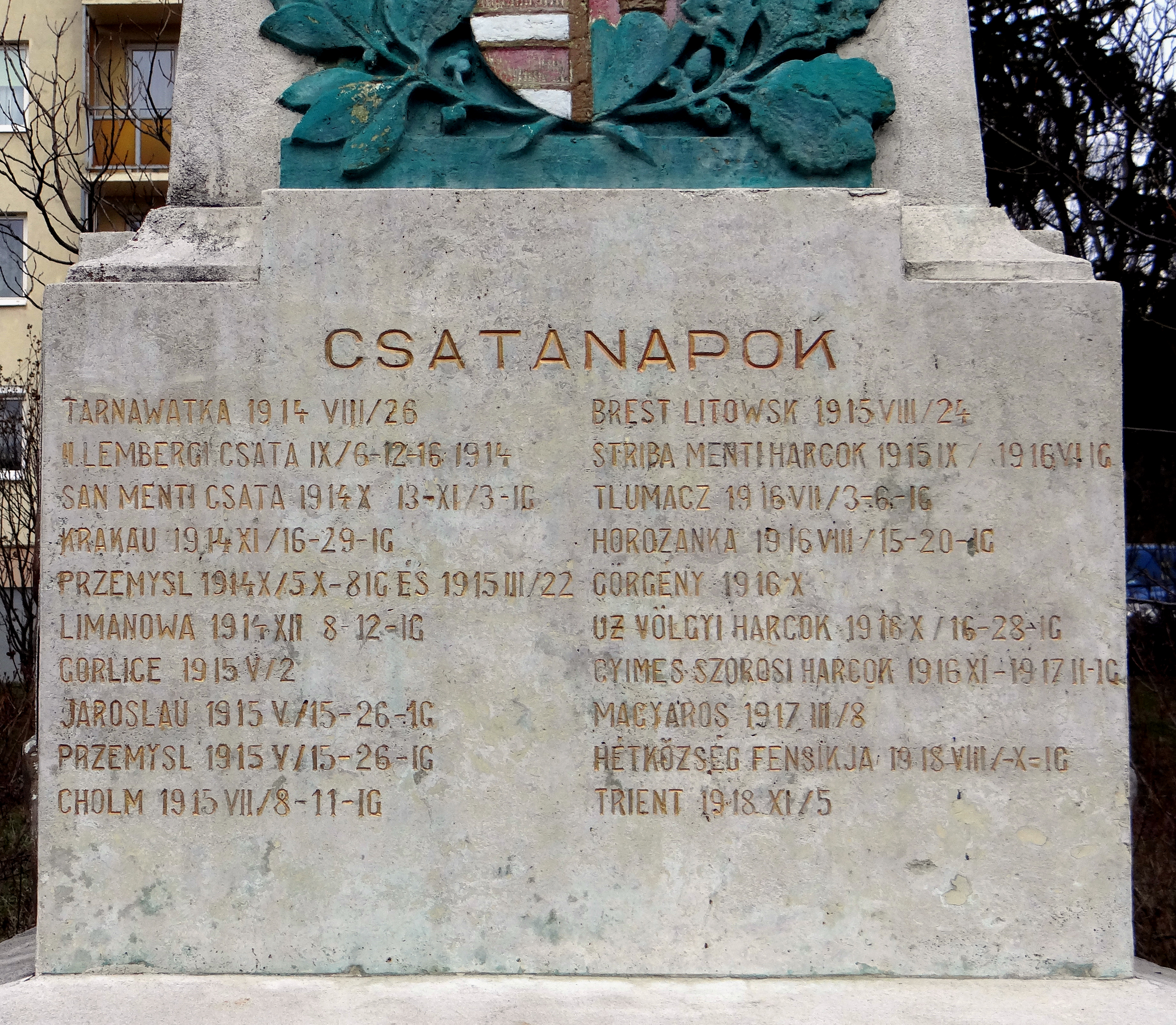
A 10-es honvédek csatáinak felsorolása a szobor talpazatán

1914-ben, az első világháború kitörésekor a 10-es honvédeket a galíciai frontra vezényelték. A háború során az ezred a 4. osztrák–magyar hadsereg, a kassai VI. hadtest és a magyar királyi 39. honvéd hadosztály, a miskolci m. kir. 78. honvéd gyalogdandár kötelékébe tartozott. (1915. augusztus 28. és szeptember 17. között átmenetileg az August von Mackensen tábornok által vezetett német 11. hadsereg alárendeltségébe tartozott.) Az első katonavonat 1914. augusztus 17-én indult az orosz frontra, de meglepetésre először a népfelkelő ezredet vitték ki, és frontszolgálati feladatokat kellett ellátniuk, azaz harcolniuk kellett. A tábori ezred augusztus közepén követte őket, majd a súlyos harcok miatt a menetezredet is kiszállították a frontra. A parancsnokuk – mivel Breit Józsefet a szerb frontra vezényelték – Daubner Samu ezredes lett. Ezt követően 1914 szeptemberétől 1916. június végéig Kobek (Kádár) Béla ezredes, 1918. október 26-áig Sáfrány Géza alezredes, majd november 5-éig Szabó Sándor őrnagy vezette az ezredet.
Az ezred 1914. augusztus 26-án esett át a tűzkeresztségen. Tarnawatkánál a tapasztalatlan, alig kiképzett népfelkelő egység nagy veszteségeket szenvedve kénytelen volt visszavonulni. Ezután Krakkót védték. November végén – állandó harcok közepette – keleti irányban nyomultak előre. December 9-én Limanowa térségébe vezényelték őket, és 10–12-én a soproni Nádasdy- és a Jászkun huszárokat támogatva megtámadták a Jabloniec nevű magaslaton beásott oroszokat. Kiszorították állásaikból az ellenséget, a 10-es honvédek pedig – immár a huszár egységek nélkül – üldözőbe vették a menekülő orosz csapatokat, északkelet felé. Ez volt az ezred első, jelentős haditette.
A télen mindkét fél lövészárkokba ásta magát, állásharc alakult ki. A 10-esek 1915. május 2. és 5. között fontos szerepet játszottak a gorlicei áttörésben. „Az orosz gyűrűt, mely polipkarokként hónapok óta szorított: áttörtük. Több száz hadifogoly, sok géppuska, hadianyag és két löveg volt az ezred zsákmánya. Sajnos, a veszteségek is tekintélyesek voltak” – írta Sassy Csaba a naplójában. Ezután elfoglalták a stratégiai fontosságú Rozembarkot. A sikeres és kitartó bieczi (hétszeres) rohamukhoz Vilmos császár táviratban gratulált, Nagy Ferenc polgármester pedig levélben üdvözölte az ezredet: „A város közönsége nevében hazafias lelkesedéssel, testvéri szeretettel üdvözlőm hős honvédőinket, a vörös sapkások méltó utódait, kik nemcsak városunknak, de az egész nemzetnek is büszkeségei”. Ezt követően állandó harcok közepette előrenyomulva szorították vissza az orosz csapatokat, és összességében mintegy 600 kilométert tettek meg. Közben Mackensen seregét támogatva részt vettek Przemyśl június 3-án befejezett visszafoglalásában. Június 14-én meglátogatta a hadosztályt Alexander von Krobatin, a Monarchia hadügyminisztere. Az orosz határt június 29-én lépték át, majd augusztus 25–26-án bevették Breszt-Litovszkot. A városba először a miskolci 10-es honvéd gyalogezred egyik százada és a 16-os besztercebányai honvéd gyalogezred egy zászlóalja vonult be.

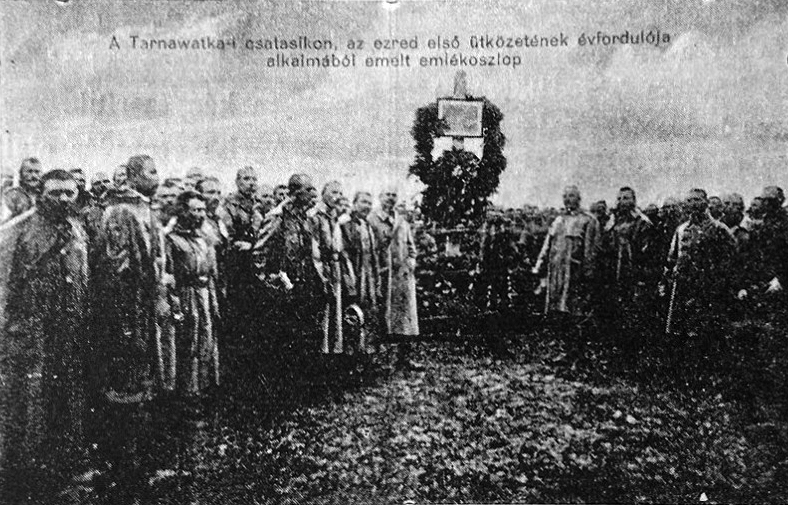
Emlékkereszt állítása Tarnawatkán

Az ezredet ezután a Sztripa folyó mellé rendelték vissza. Szeptember 6-án, Tarnawatkára érkezve, a korábbi itteni harcok és az elesettek emlékére ünnepélyes keretek között emlékkeresztet állítottak. A Sztripánál 1915 második felében újra állóháborút folytattak. 1916. május 3. és 6. között Kotuzównál a lövészárkokban látogatta meg az ezredet a miskolci küldöttség: Tarnay Gyula főispán, Nagy Ferenc polgármester és Földes Gusztáv miskolci lapszerkesztő. 1916 júniusában egy fenyegető ellenséges átkaroló hadművelet miatt visszarendelték őket. A mindössze 412 főre csökkent ezredet ekkor az a vád érte, hogy harc nélkül adta meg magát. Ezt Kobek Béla ezredes, ezredparancsnok határozottan visszautasította, és az ezt követő vizsgálatok is azt bizonyították, hogy a katonák az utolsó pillanatig harcoltak. 1916. augusztus 6-án Wyczółkiban állomásozva megünnepelték Breszt-Litovszk bevételének egyéves évfordulóját.
1916. augusztus 27-én Románia csatlakozott az antanthatalmakhoz, és hadat üzent az addig szövetségesnek tekintett központi hatalmaknak. A 10-es honvédeket Erdélybe vezényelték, és 1918 márciusáig voltak a román fronton. Először a Gyimesi-szorost védték, majd az oroszok által jól megerősített, stratégiai fontosságú Magyaros-tető (1340 m) – Névtelen-kúp (1367 m) – Sövérjes (1358 m) – Lápos (1311 m) állások bevétele volt a feladatuk. Ehhez Nyárádszeredán és Csíkzsögödön rohamezreddé képezték ki őket, és egy hónapig gyakorolták a támadást. 1917. március 8-án – a szintén miskolci 65-ös közös gyalogezreddel együtt – erőteljes és fokozatosan erősödő tüzérségi előkészítést követően több hullámban megrohamozták és elfoglalták a Magyaros-tető hegyet. A 10. honvéd gyalogezred minden előirányzott magaslatot birtokba vett, a védőcsapat gyakorlatilag teljesen megsemmisült. 500 fogoly, sok géppuska, aknavető, puska, lőszer maradt a kezükön. Ezután a Magyaros-tető védelme volt a cél, és több visszatámadást is meghiúsítottak (március 9., 23., 26.). A magyarosi sikernek nagy visszhangja volt, elismerését fejezte ki IV. Károly király, József főherceg hadseregparancsnok, Tarnay Gyula főispán és többen mások. A csata után sokan kaptak különböző szintű kitüntetéseket, március végéig 2623-an.

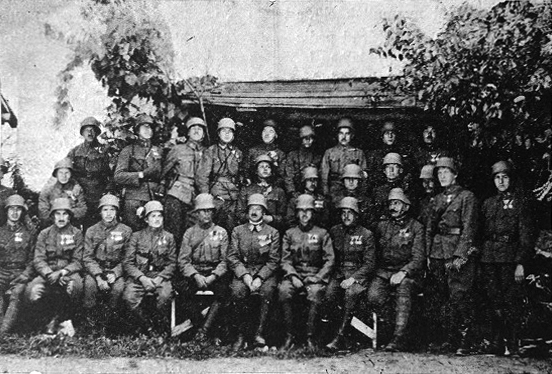
Szabó Sándor és a II. zászlóalj tisztikara 1918 nyarán

A következőkben, 1917–18 telén – beásva – az Ojtozi-szoros védelmét látták el. 1918 tavaszán Újvidék és Zombor környékén rendfenntartó szerepet töltöttek be, majd a nyáron Budapestre érkeztek, karhatalmi szolgálatra.
1918 őszén az olasz frontra kerültek, a Piave folyó környékére, az Asiago fölötti, 1500 méter magasságban lévő fennsíkra, ahol nehéz terepviszonyok közepette, védelmi pozícióban harcoltak. A 10-esek a Sasso Rosso hegyét szállták meg, és jobbra, balra, ameddig a szem ellátott, csak magyar honvédek voltak. Az első olasz támadás október 11-én történt, de ezt, miként a 16-ait is, visszaverték. Október 24-én a beteg Sáfrány Géza ezredestől Szabó Sándor őrnagy vette át az ezred parancsnokságát. Október végén kitört az őszirózsás forradalom, a Német Birodalomban is forradalmak törtek ki, és az Osztrák–Magyar Monarchia rövid idő alatt összeomlott. A fronton lévő osztrák csapatok között fegyelmezetlenség ütötte fel a fejét, több egység engedély nélkül elvonult, de a 10-es honvédek a helyükön maradtak. Október 29-én a Brenta-völgybe, Borgo mellé vezényelték őket, és utóvédnek jelölték ki őket, miközben a szomszéd csapatok (cs. és kir. 5. gyalogezred, 39. rohamzászlóalj, 39. árkász század) engedély nélkül eltávoztak. 1918. november 3-án hajnalban kapták a hírt az előző napon aláírt fegyverszünetről, de még beküldték őket Perginébe rendet csinálni a városban kialakult zavargásban. Délután 2 órakor kapták meg a hadosztály-parancsnokság utolsó parancsát: „Trient lehető megkerülésével azonnal elvonulni; ha az ellenség követ, ellenállás mellőzendő. Éjjelezés Lavis, ho.parság ugyanott.” Megszületett a padovai fegyverszüneti megállapodás, de az olaszok ezt csak 4-én 15 órától ismerték el, és Salurn (Salorno) előtt, november 5-én – lovagiasnak mondható körülmények között – foglyul ejtették az ezredet (akik a fegyvereiket előtte megsemmisítették). A csapat zászlaját, hadi naplóját, hadi pénztárát és más értékeit lefoglalták, és azok nyomtalanul eltűntek. Az olaszok elismerték a 10-esek hősiességét, és – miközben más egységeknek gyalog kellett vonulniuk – kivételes elbánásként különvonaton szállították a 40 tisztet és az 1100 katonát Roveretóba.
Az ezredből összesen mintegy 40 000 honvéd indult a frontra, közülük 7000-en érdemeltek ki különböző kitüntetéseket. A Katonai Mária Terézia-rendet Nagy Pál altábornagy, hadosztályparancsnok és Szepesi András őrnagy kapta meg.
Különböző szintű városi, megyei és egyéb küldöttségek időről időre meglátogatták a fronton lévő honvédokat, még a király is felkereste az ezredet. IV. Károly az orosz fronton (1915), majd kétszer a román fronton (1917), Miskolc város küldöttsége (Tarnay Gyula főispán, Nagy Ferenc polgármester) a Strypa-fronton látogatta meg az ezredet 1915 májusában. 1917 júniusában Baltazár Dezső tiszántúli református püspök volt a vendége a 10-es honvédeknek. Heves megye küldöttsége Erdélyben volt az ezrednél (1917. szeptember), és 17 ezer koronát adományozott a tízeseknek, akik ezzel özvegy- és árvaalapjukat bővítették. A Hodobay Sándor alpolgármester vezette városi küldöttség is a román frontra utazott el a 10-es honvédekhez, és elismerve helytállásukat, 1918. március 8-án Kézdiszentléleken ezüst kürtöt adományozott az ezrednek. Az ünnepélyes átadáson képviseltette magát Háromszék megye és a hadsereg-parancsnokság is. József főherceg vezérezredes többször is meglátogatta a honvédeket, utoljára az olasz fronton, 1918 augusztusában.
A háború, illetve a Tanácsköztársaság után átalakult a magyar hadsereg szervezeti felépítése. 1919. november 29-én a nemzeti hadsereg keretén belül megalakult a miskolci ezred, amelynek parancsnoka az a Sáfrány Géza ezredes lett, aki korábban a 10-es honvédek harctéri parancsnoka volt. Az ezred számára mezőkövesdi hímzőasszonyok készítették az ezredzászlót, amelynek felszentelésére Miskolcra érkezett Horthy Miklós kormányzó és Zadravecz István tábori püspök is. 1921. június 1-jén aztán megszűnt a miskolci gyalogezred, egyúttal megalakult miskolci székhellyel a magyar királyi 13. gyalogezred. Horthy 1930. március 1-jén rendeletben adományozta az ezrednek a „M. kir. Görgey Arthur 14. honvéd gyalogezred” elnevezést – a történeti hagyományokra utalva. A 13-as ezred jogutódjának tekintendő a 10-es honvédeknek, illetve rajtuk kívül a 9-es, a 34-es és a 65-ös ezrednek is.

## A10-es Honvédújság

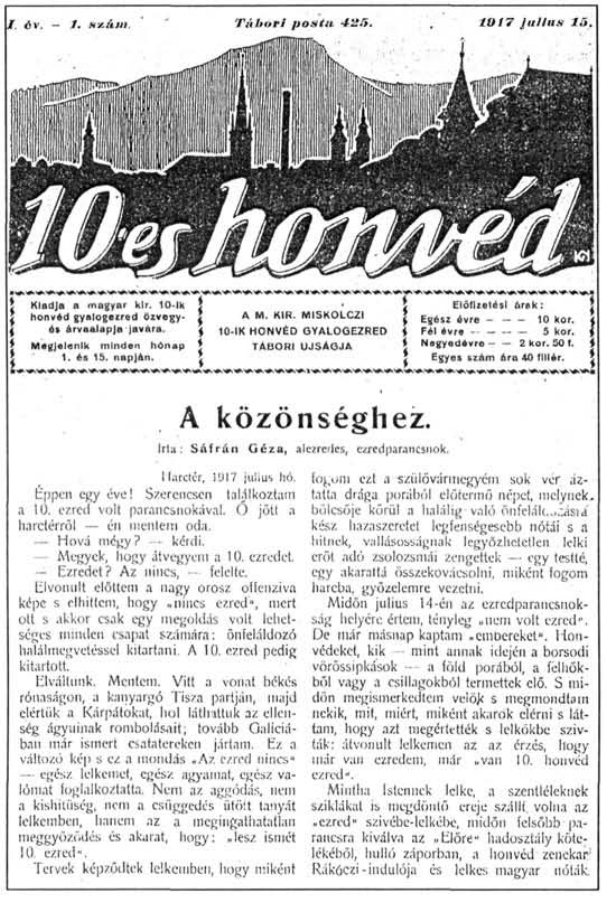
A 10-es Honvéd című újság első számának címlapja

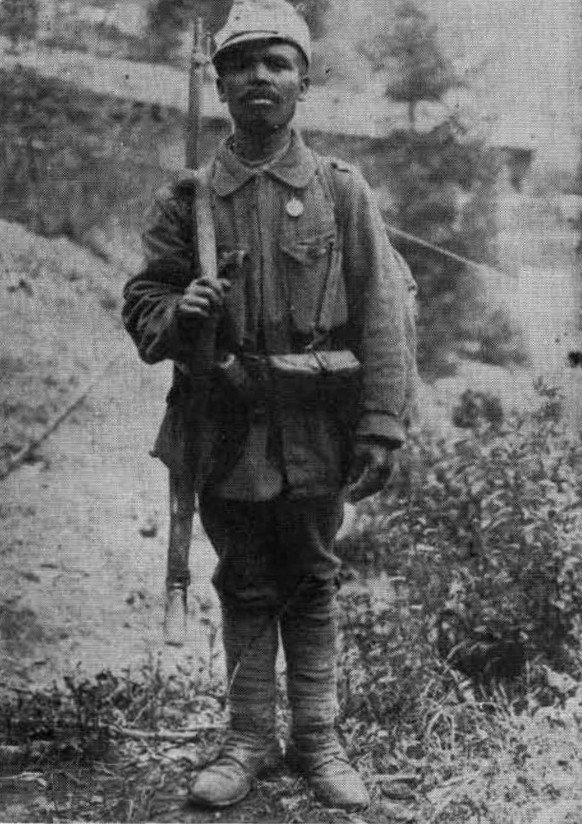
Oláh Gyuri, az ezred népszerű cigány katonája, akinek „rovatot” ajándékoztak a lap szerkesztői

A honvédezred lapja, a 10-es Honvéd 1917. július 15-én jelent meg először tábori újságként. A lap a háború végéig, 1918. december 15-ig havonta kétszer jelent meg (minden hónap elsején és 15-én), és célja az ezred életének bemutatása, a harci és egyéb események dokumentálása, a hátország hírekkel való ellátása volt, de fontos feladata volt még az özvegy- és árvaalap vagyonának növelése is. Az újságot Miskolcon, Egerben és Sátoraljaújhelyen árusították, de máshonnan is elő lehetett fizetni rá. A kiadóhivatal Miskolcon, a Széchenyi utcában működött amolyan 10-es honvéd boltként is, előbb a 4., majd a 32. szám alatt. Meg lehetett ott vásárolni az újságot, de képeslapokat, karikatúrákat, katonai jelvényeket, versesköteteket stb. is lehetett kapni, és itt tették közzé a sebesültek, halottak listáját is. Az újság igen népszerű volt a polgári lakosság körében, 1918 őszén már 5000 előfizetője volt. A lap általában 12–20 oldalon jelent meg, ára 40 fillér volt, ami csak 1918 januárjában emelkedett 50 fillérre, a megdráguló papír miatt.
A lap fejléce Miskolc árnyképét mutatja az avasi templom, a mindszenti és a református templom sziluettjével. Az árnykép mögött azoknak a magaslatoknak az alakja tűnik fel, amelyeken az ezred akkoriban állomásozott (a Magyaros, a Litzmann-kúp és a Sövérjes). Az aktualitás miatt az újság fejléce négyszer megváltozott, ezeken Eger, Gyöngyös és Sátoraljaújhely látképe jelent meg.
A lap szerkesztője, lelke Sassy Csaba költő, újságíró volt, ő írta a legtöbb cikket, és lehet mondani, munkásságának központi eleme volt a tízes honvédokkal foglalkozás. Verseskötetei is megjelentek a témában (Frontról-frontra 1917, A csíki határszélről 1919), és fontos dokumentumként a fronton írt naplója is megjelent két kötetben (Hét ország frontján, 1930, 1931). Rajta kívül Petrik Ernő, Sáfrány (Sáfrán) Géza, Thurzó Nagy László is fontos szerepet töltött be az újságnál, az illusztrátor pedig Kövér Gyula volt. A lap felépítése lényegesen különbözött a szokásos újságokétól. Annyiban egyezik a megszokottakkal, hogy vezércikket tartalmazott az első oldalon, ami néha áthúzódott a belső oldalakra is. Ritkán előfordult, hogy egy adott alkalomra írt, ahhoz illő vers helyettesítette a vezércikket. Az újság belső oldalain állandónak tekinthető rovatokkal találkozhatott az olvasó: a „Hétről-hétre” tréfás hangnemben számolt be az eltelt időszak eseményeiről, „Az ezred krónikás könyvéből” című rovat az aktuális kitüntetéseket közölte, a szomorú hírekkel a „Fehér fakeresztek” és a „10-es hősök árváinak”, valamint a „Vöröskereszt és vidéke” foglalkozott. Volt még főzőrovat, irodalmi, művészeti és sportrovat is, és népszerű olvasmány volt a 10-esek anekdotáival foglalkozó rész. Tréfás hangnemben íródott még az „Oláh Gyuri az helyzetrül” rovat, amely az ezred egyik kedvencének, a cigány származású Oláh Gyuri nézőpontján keresztül mutatta be az eseményeket.
A 10-es Honvéd a legszebb és legelterjedtebb magyar tábori újság volt. A lapot az ezred megszűnése után már nem adták ki, de később, az 1923-tól szervezett ezrednapokra ismét megjelentettek egy-egy számot. Az utolsó szám 1942. május 3-án jelent meg.

## Az ezred emlékezete

### Ezrednapok

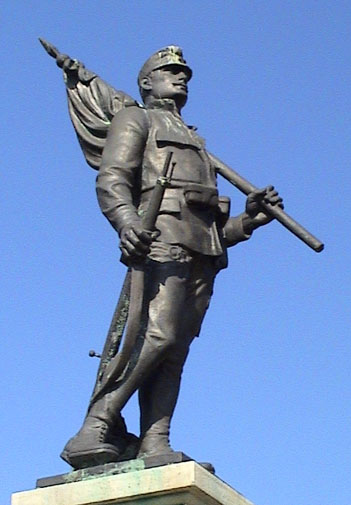
A tízes honvéd szobor

A 10-es honvédek legendájának ápolása már a világháborús időszakban elkezdődött. Először Miskolcon, 1917. december 15–25. között rendeztek „10-es Honvéd Hetet”, ahol kiállítás keretében mutatták be az ezred által zsákmányolt legkülönbözőbb hadianyagokat, trófeákat (már ekkor felmerült egy hadiereklye-múzeum alapításának a gondolata), és a katonák bemutatták, hogyan élnek, harcolnak a fronton. A kiállításnak nagy sikere volt, 126 fegyvert, lőszereket, felszerelési tárgyakat (zömmel hadizsákmány), 407 rajzot és festményt (zömmel Meilinger Dezső és Kövér Gyula alkotásait), valamint 511 fotót mutattak be. A képzőművészeti alkotásokat a hadi rajzolónak bevonultatott Meilinger Dezső és Kövér Gyula készítette, egyben ők rendezték a kiállítást. A katalógushoz Petrik Ernő százados, az ezredújság egyik lelke írt előszót. A hét rendezvényei között a kiállításon túl hangversenyek, színházi előadások, irodalmi estek, bálok is szerepeltek. A kiállítás és az egyéb rendezvények adminisztrációs munkáit Thurzó Nagy László tartalékos hadnagy, az újság munkatársa intézte. A „10-es Honvéd Hetet” aztán megrendezték még Egerben, Gyöngyösön és Sátoraljaújhelyen is. A hadimúzeumnak szánt kiállítási anyagot 1918 őszén Tápiósülyre szállították, ahol anyagát lassan széthordták, csak a képzőművészeti anyag maradt meg, ami az Országos Hadimúzeumba került.
Az ezred hivatalos megszűnése után Sáfrány Géza volt ezredparancsnok szervező munkájával 1922. augusztus 27-én, az ezred első csatájának évfordulóján ezrednapot szerveztek Miskolcon. A rendezvény mellé állt Miskolc városa és a Lévay József Közművelődési Egyesület is. Mintegy 150-200 tiszt és altiszt gyűlt össze az ezrednapon (többségük az új hadseregben folytatta pályafutását), és kérvényt nyújtottak be a honvédelmi miniszternek, hogy a 13. gyalogezred kapja meg/vissza a 10. számot – a kezdeményezés sikertelen maradt. Az ezrednap résztvevői elhatározták az ezrednap megismétlését minden évben, a hadiözvegy- és árvaalap vagyonának növelését, valamint egy 10-es honvéd árvaház létrehozását. A hagyományőrzés fontos eszközének számító ezrednapokat ezután évente megrendezték, ilyenkor Sassy Csaba költő-újságíró szerkesztésében megjelent a 10-es Honvéd újság is. Az árvaalap vagyona eleinte folyamatosan gyarapodott, azonban a későbbi időszakban az erősödő infláció nagyon leapasztotta, ráadásul a segélyezettek száma is lecsökkent az eltelt időben, ezzel nem tudtak mit kezdeni a szervezők.
Az utolsó ezrednap 1942. május 23-án volt, erre az alkalomra adták ki a 10-es Honvéd újságot utoljára. Ezt megelőzően, 1942. március 8-án, a Magyaros visszafoglalásának 25. évfordulóján tartottak még egy szűkebb körű ünnepséget, amikor átadták Meilinger Dezső és Kövér Gyula közös festményét a nevezetes csatáról. A képnek azóta nyoma veszett. 1946. május 26-án volt még egy városi megemlékezés a Hősök temetőjében, de ezután évtizedekre megszűnt a 10-es honvédekre történő megemlékezések rendszere.

### A 10-es honvéd szobor
Az 1926-os ezrednapon Flóra István alezredes javaslatára elfogadták, hogy emléktáblát helyezzenek el az egykori József laktanya falán. Az ötlet egyöntetű tetszést aratott, rögtön emléktábla-bizottságot alakítottak, és megkezdték a gyűjtést. Ez annyira sikeres volt, hogy hamarosan már egy szobor felállításáról volt szó. Az adományozásban – a közönségen és a volt ezredtagokon kívül – 180 város és község is részt vett, amelyeknek a nevét felvésették a szobor talpazatára helyezett bronzkoszorúk leveleire. A legnagyobb adományozó Miskolc városa volt 4000 pengővel, Borsod vármegye 840, Zemplén vármegye 200, Sátoraljaújhely 80, a Borsod Miskolci Gőzmalom Rt. 100 pengővel járult hozzá a szobor létrehozásához. Az emléktábla-bizottság szoborbizottsággá alakult, és végül Vass Viktor szobrászművésztől rendelték meg az emlékszobrot, 11 000 pengős összköltséggel. A zászlót tartó honvédet ábrázoló bronzszobrot a Rudolf laktanya főbejárata előtt helyezték el, és a következő, rendkívüli ezrednapon, 1927. október 9-én avatták fel. Beszédet mondott József főherceg tábornagy, a császári és királyi 4. hadsereg utolsó parancsnoka. A szoboravatás előtti este a Lévay József Közművelődési Egyesület ünnepi hangversenyt rendezett a Miskolci Nemzeti Színházban az esemény tiszteletére.
A 10-es honvédek emlékszobrát (a 65-ösök szobrával együtt) 1976-ban, a Gömöri felüljáró építésekor eltávolították, és a Hősök temetőjébe vitték. A rendszerváltás után, 1991-ben a Tizeshonvéd utcán, a régi laktanyájukkal szembeni téren, a Herman Ottó Gimnázium újonnan épült tornaterme mellett állították újra fel. A tér 2022-ben a Sassy Csaba tér nevet kapta.

### Emléktábla, Tizeshonvéd utca
Az emléktábla ügyét továbbra is napirendjén tartotta a bizottság. Egy újabb gyűjtési akciót követően Edelstein Hermann és fia készítette el a fekete gránit táblát, a szövegét Sassy Csaba írta. A táblát az egykori József laktanya falán helyezték el, és az 1928. május 6-ai ezrednapon leplezték le. A táblát Sáfrány Géza altábornagy, volt ezredparancsnok adta át, és Kertész Jenő csendőr alezredes vette át (ekkor már a csendőrségé volt a laktanya), de beszédet mondott Hodobay Sándor polgármester is, József főherceg pedig levélben üdvözölte az eseményt. Egyúttal – korábbi javaslat nyomán – a városi közgyűlés a Serház utca nevét Tizeshonvéd utcára változtatta. Tizeshonvéd utca van még Egerben és Sajószentpéteren is.
Az emléktábla valamikor a 20. század második felében lekerült az épületről, sorsa ismeretlen. A rendszerváltozás után készült egy rekonstruált változata, ugyancsak fekete gránitból, az eredeti szöveggel, amit 2003-ban a Herman Ottó Gimnázium belső terében helyeztek el. Ugyancsak itt található az a matyó motívumokkal díszített emlék ezredzászló (a negyedik az ezredzászlók sorában), amelyet 2012-ben a Volt Hadifoglyok Bajtársi Szövetségének megyei szervezete ajándékozott az iskolának.

### Emlékkönyv
Az 1939-es ezrednapra időzítve megjelent Sassy Csaba szerkesztésében A volt m. kir. miskolci 10. honvéd gyalogezred világháborús emlékalbuma című összeállítás, amely Ludvig István könyvnyomdájában készült. Sassy, aki a kezdetektől szívén viselte Miskolc háziezredének, a 10-es honvédek emlékének ápolását, a könyvben összegyűjtötte az ezred történetére, a háborús eseményekre vonatkozó ismereteket, az albumrészt pedig Réti Béla állította össze. Sassy felhasználta saját, nyomtatásban is megjelent naplóját (Hét ország frontján), az egykori 10-es Honvéd című újságban megjelent beszámolókat, visszaemlékezéseket, de az egyes fejezetek megírásában természetesen mások is közreműködtek. Tartalmazza a könyv Kiss Kálmán altábornagynak az 1931. évi ezrednapra összeállított megemlékezését az 1914 nyara és 1918 ősze közötti hadműveletekről, a galíciai frontról Petrik Ernő ezredes harctéri naptára szól, amit eredetileg az 1917–18. évi tábori újságban tett közzé. Petrik Ernő nevéhez még további három fejezet kapcsolódik, amelyekben többek között a harctéri mindennapokról számolt be. Az olasz frontról Szabó Sándor altábornagy írt. Az emlékalbum fontos része az a személyi adattár, amely volt 10-es honvédek (zömmel) fényképpel illusztrált életrajzát tartalmazza – több mint 170 oldalon. Ezzel kapcsolatban írta Sassy Csaba: „Ez a sok személyi adat hű seregszemléje lesz a volt 10-es honvédeknek, ahol mindenki megtalálja a húsz év előtt szívéhez nőtt, de rég nem látott kedves bajtársat”.
Az emlékkönyv értékeit jól szemlélteti a kiadvány tartalomjegyzéke (az alcímek és az oldalszámok nélkül):
- Előszó. Írta Sassy Csaba

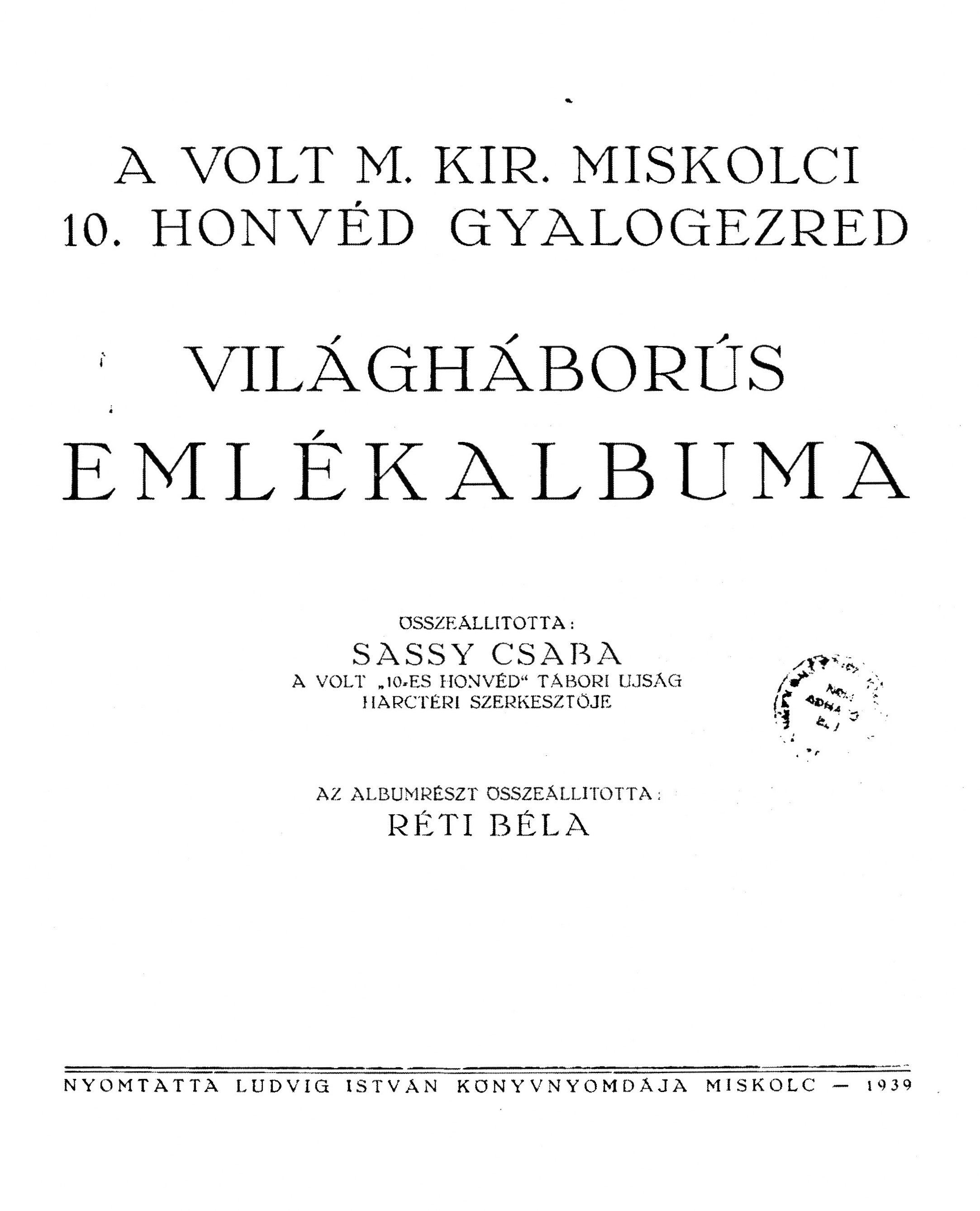
Az emlékkönyv belső címlapja

- A 10-es honvédek harctéri útja hét országon át. Írta: vitéz Kiss Kálmán m. kir. altábornagy
- Harctéri naptár a 10-es honvédezred négyesztendős háborús útjáról. Összeállította: Petrik Ernő százados, ezredsegédtiszt
- A 10. ezred hősi harcai a világháború négy esztendeje alatt az orosz és román fronton. Irta: Petrik Ernő százados, ezredsegédtiszt
- A tarnawatkai csata története. Írta: Kiss Kálmán m. kir. altábornagy (akkor alezredes)
- Gorliczétől Breszt-Litowszkig. Írta: Petrik Ernő százados, ezredsegédtiszt
- Breszt-Litowszktól a Strypáig. Írta: Sassy Csaba
- Harcaink az orosz lovassággal. Írta: Petrik Ernő százados
- Búcsúzunk a Strypától. Írta: Sassy Csaba
- Harcaink az Uz völgyében. Írta: Petrik Ernő százados
- Subik Károly hőstette. Írta: Sassy Csaba
- Rohamezred lettünk. Írta: Sassy Csaba
- A Magyaros bevétele. Írta: Sassy Csaba
- Baltazár püspök meglátogatja a 10-es honvédeket. Írta: Sassy Csaba
- 10-es honvédek a király előtt. Írta: Sassy Csaba
- Megjelenik a „10-es honvéd”. Írta: Sassy Csaba
- József főherceg látogatása. Írta: Sassy Csaba
- Hevesmegye küldöttsége a 10-es fronton. Írta: Sassy Csaba
- Az V/10. honvéd tábori zászlóalj története. Írta: Andorffy Rezső t. hadnagy
- A román frontról – az olasz frontig. Írta: Sassy Csaba
- 10-es honvédek az olasz fronton. Írta: vitéz Szabó Sándor altábornagy
- 10-es honvéd album. Összeállította: Réti Béla

Képek az emlékalbumból:

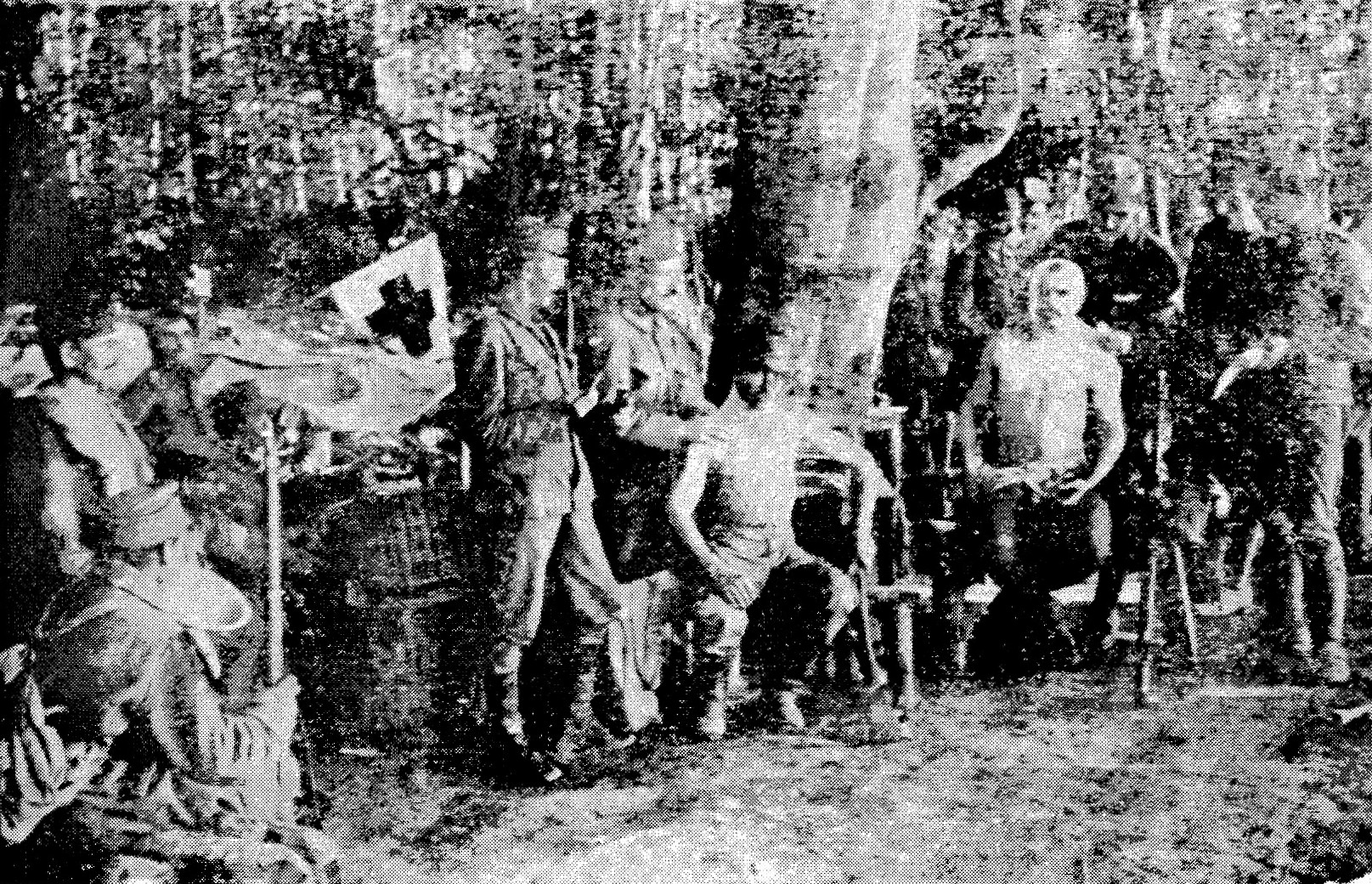
Elsősegély hely, 1915
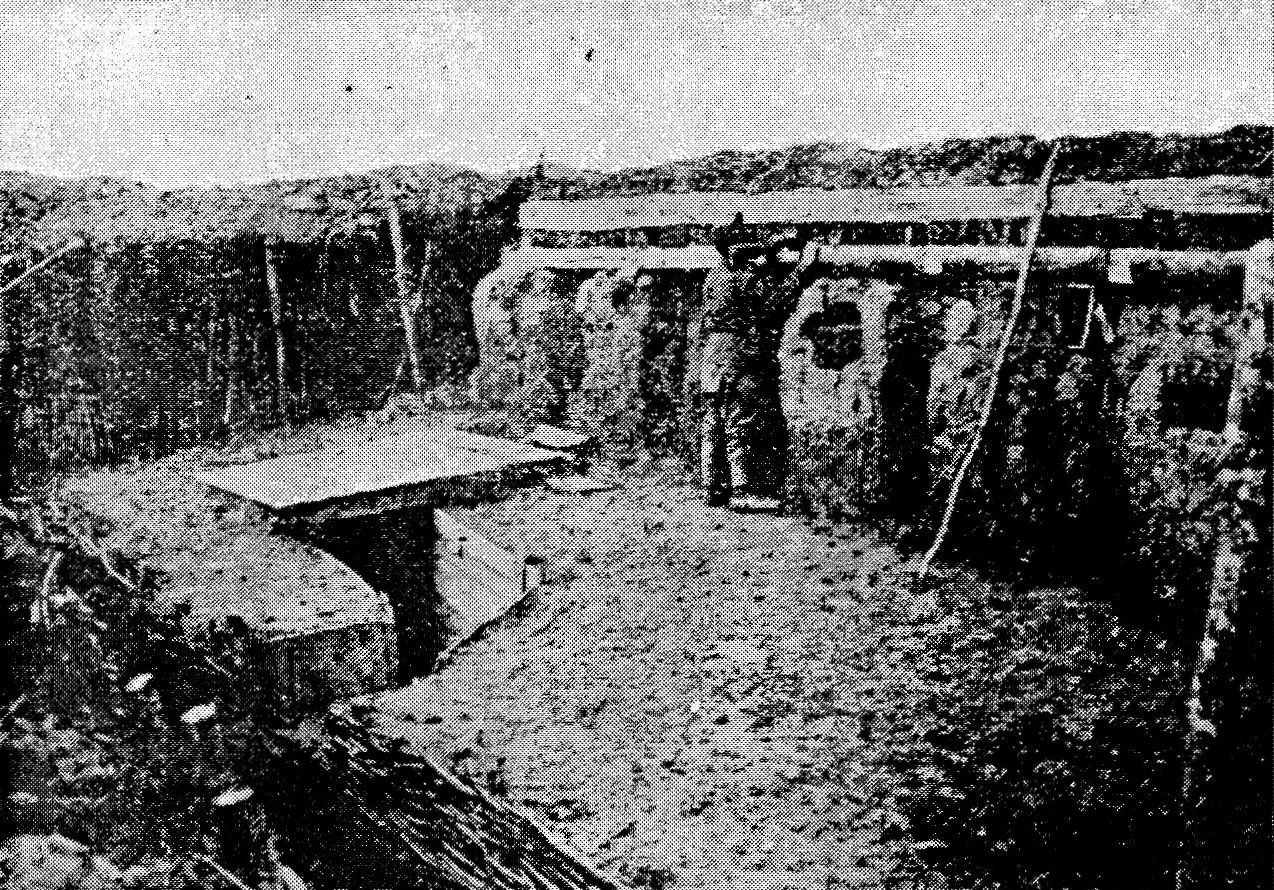
Kiépített lőállás, 1916
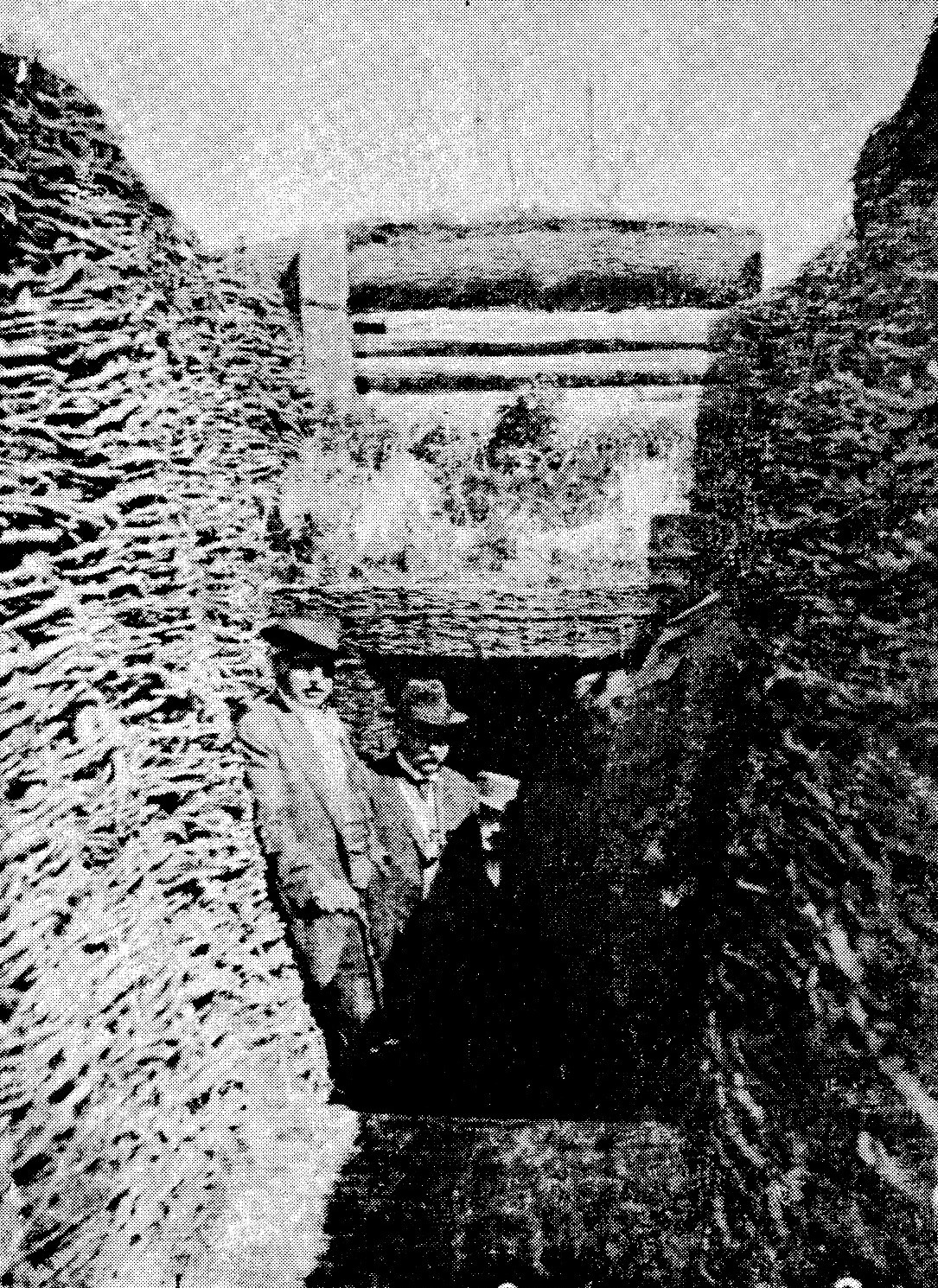
Miskolci küldöttség Nagy Ferenc polgármesterrel, 1916
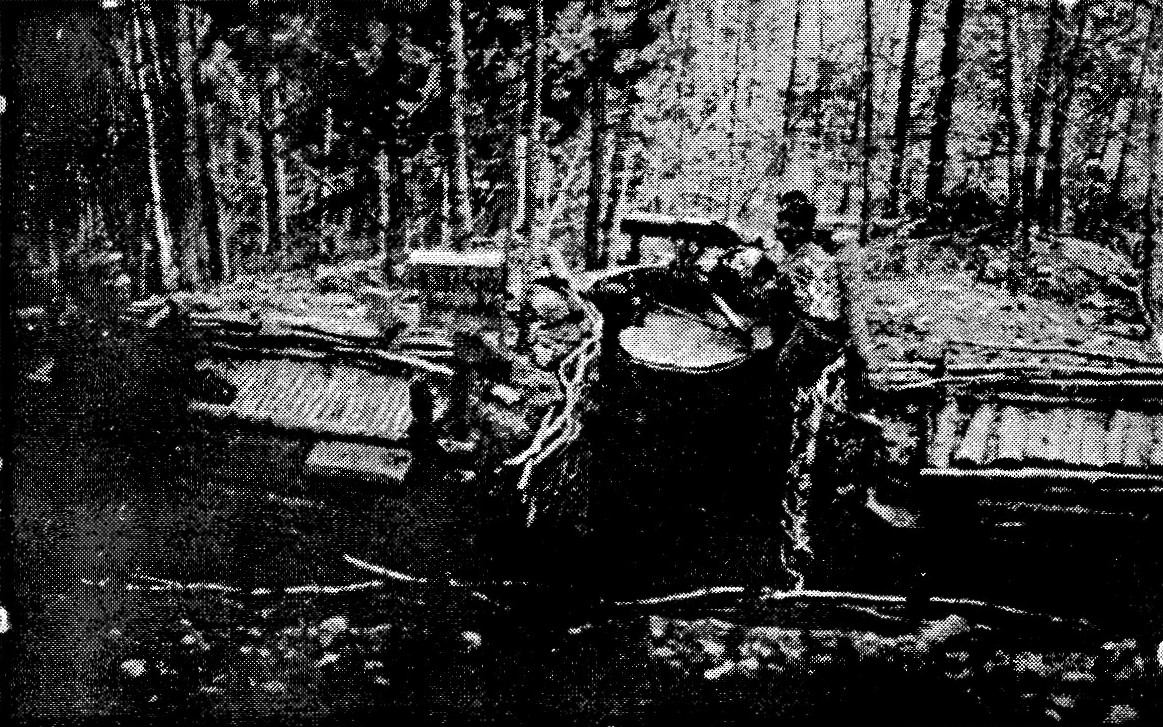
Géppuskaállás a Magyaroson, 1917
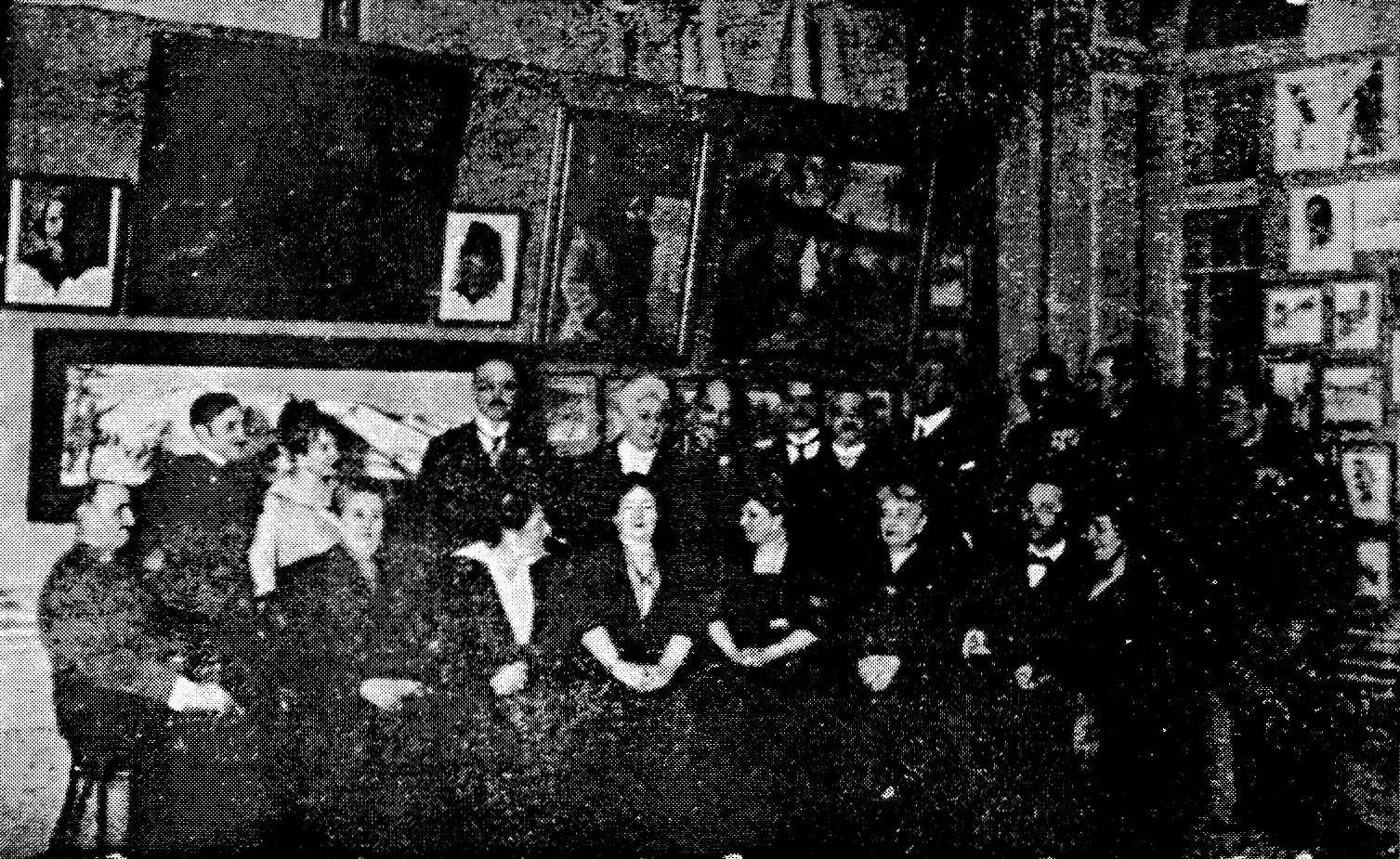
A „10-es Honvéd Hét” kiállítás megnyitója Miskolcon, 1917
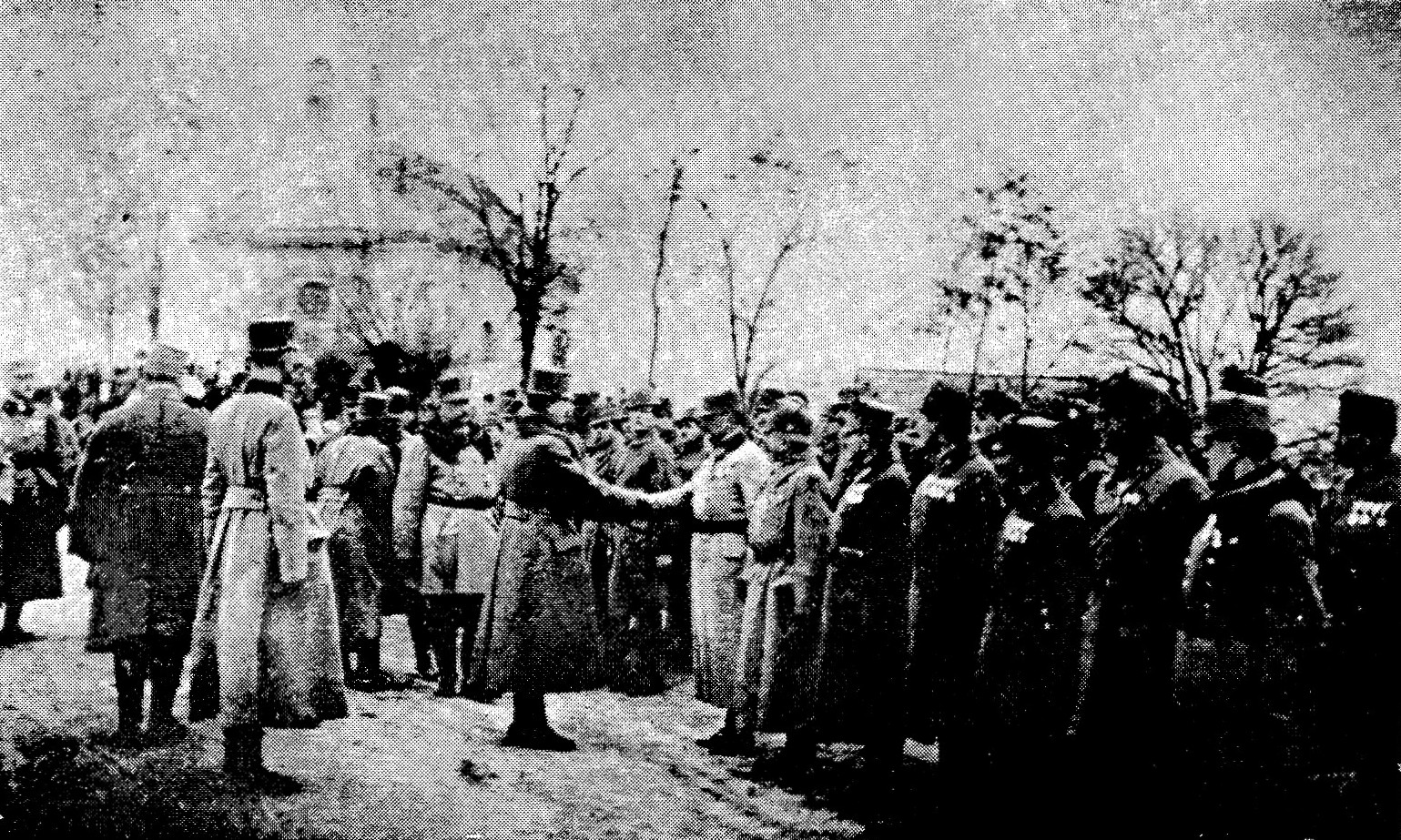
IV. Károly látogatása, 1917
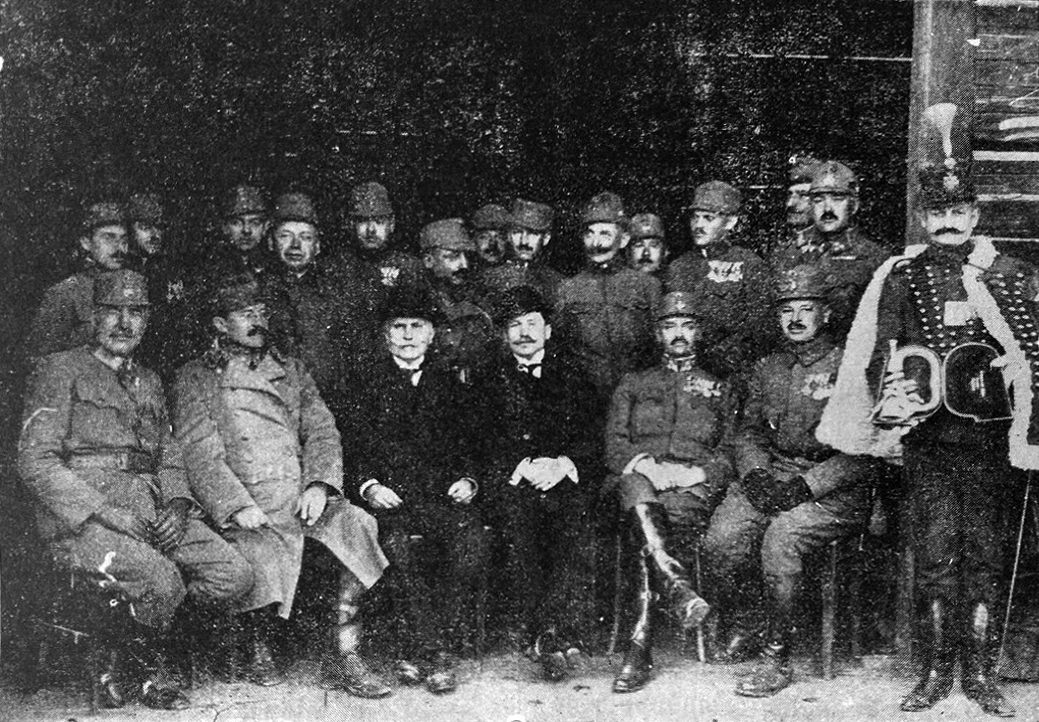
Miskolci küldöttség Hodobay Sándor alpolgármesterrel, 1918
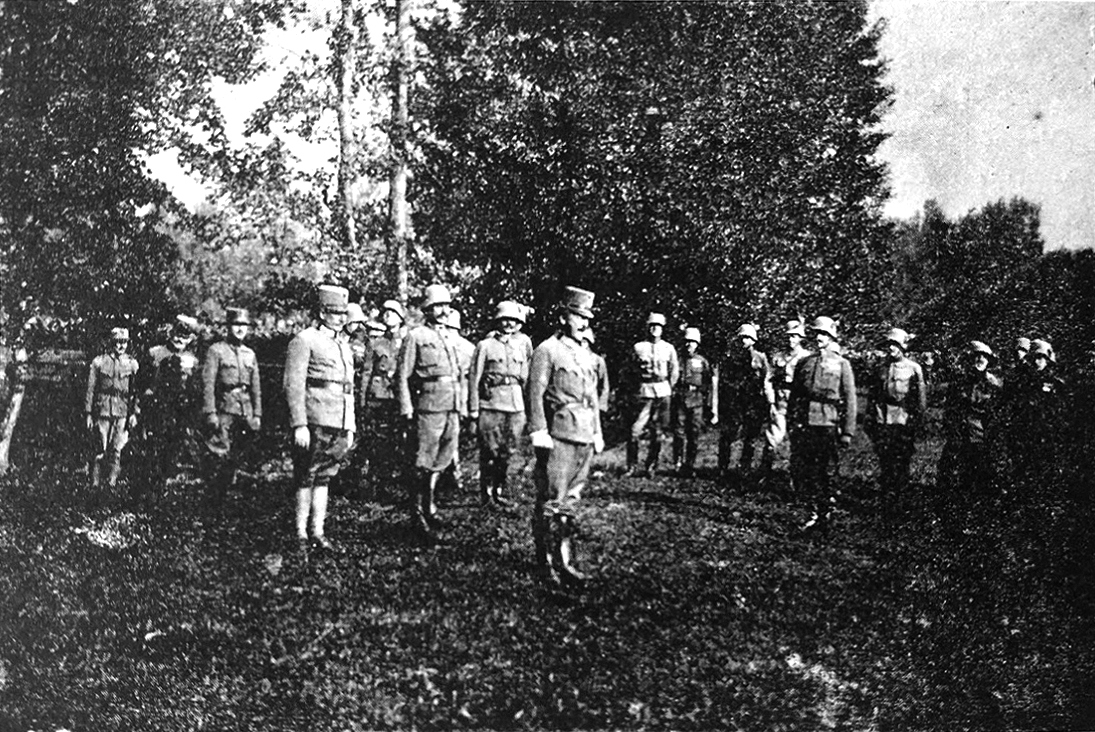
József főherceg látogatása, 1918

### Karikatúraalbum
Kövér Gyula festő- és grafikusművész a 10. gyalogezredben szolgált, és rajzaiban dokumentálta a katonák mindennapi életét, a harci eseményeket. Rengeteg karikatúrát készített, amelyek a 10-es Honvéd újságban jelentek meg, és képeslapon is forgalmazták. Az ezred tisztikaráról készített 151 karikatúráját külön kiadványban is kiadta. A Kacagó lapok a komoly időkből anyaga 1915-ben és 1916-ban keletkezett. Népszerű kiadvány volt a saját idejében, és ma is figyelemre méltó kordokumentum. Az album előszavában Kövér így írt a rajzok keletkezéséről: „Súlyos emlékű »kiképzés«-ek pihenői alatt, majd rövidesen a harctéren, a födözékekben, sátrak alatt, néha vidám, sokszor komoly és szomorú órák idején készültek e karikatúrák pár percnyi vidámság, hangos kacajok előidézésére”.

### Múzeum

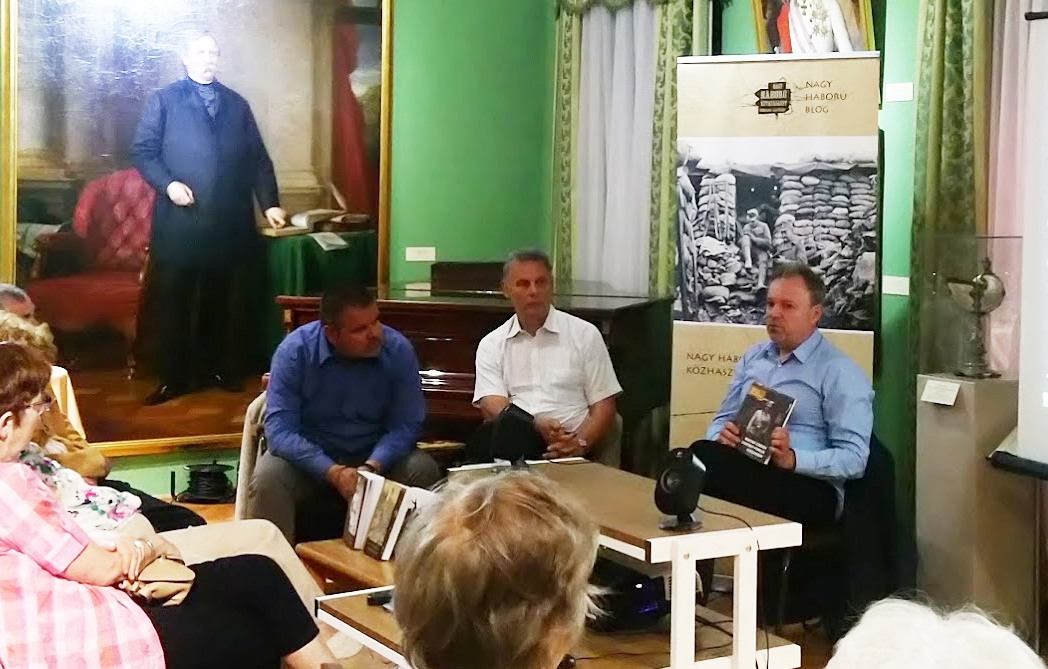
Előadás a Herman Ottó Múzeumban 2018-ban

Az ezred a harcok során nagy mennyiségű hadianyagot zsákmányolt, és a katonák – egy majdani emlékmúzeum céljára – szisztematikus gyűjtésbe fogtak. Az 1917 végén rendezett tíznapos „10-es Honvéd Hét” keretében mutatták be az anyagot, aminek a vártnál is nagyobb sikere volt, így a gyűjteményt együtt tartották, és állandó múzeum létrehozását tervezték. Az őszirózsás forradalom, majd a Tanácsköztársaság alatt azonban az anyagot széthordták, csak a képtár maradt meg, ami aztán az Országos Hadimúzeum állományába került.
1922-ben, az első ezrednapon a résztvevők elhatározták egy múzeumi gyűjtemény létrehozását, és ezt követően gyűjteni kezdték a tárgyi emlékeket és a pénzbeli adományokat (utóbbit főleg az özvegy- és árvaalap javára). Sikeres tárgyalásokat folytattak a Hadtörténeti Múzeummal az oda került képtár (163 grafika, 23 akvarell, 14 olajfestmény) visszajuttatására, megfelelő körülmények kialakítása esetén. A kiállítási anyagot a Borsod-Miskolci Múzeumban helyezték el, végül 1929. május 5-én nyitották meg a „Volt m. kir. 10-es honvéd és népfelkelő gyalogezred hadiözvegy és árvaalapjának hadimúzeuma” című kiállítást. Voltak itt fegyverek, lőszerek, egyenruhák, egyéb felszerelési tárgyak, az ellenségtől zsákmányolt dolgok, és még egy terepasztalt is építettek, amelyen a breszt-litovszki csatát mutatták be. Az anyag nagy részét főleg az utolsó években szolgáló katonák ajándékozták a múzeumnak. A múzeumi katalógus így mutatta be a kiállítást: „A miskolci 10-es honvédek háborús és békebeli emlékei. Kövér Gy. és Meilinger D. harctéri festményei, rajzai, fegyverek, felszerelési tárgyak, emlékek, stb. A tárgyakat itt is feliratos cédulák magyarázzák.” A gyűjtemény ezt követően is gyarapodott, 1934-ben Leszih Andor muzeológus, a Borsod-Miskolci Múzeum vezetője már 1905 tárgyat vett nyilvántartásba. A múzeum egyetlen szobájában már nem fért el az anyag, ezért a város a Zenepalota néhány helyiségét biztosította számukra, ahova 1939-ben költöztették át. A gyűjtemény 1943 végén bővült utoljára, ekkor közel 3000 felszerelési és muzeális tárgyuk volt. A második világháború alatt a Miskolcot fenyegető bombázások miatt a teljes anyag – Subik Károly kanonok, a 10-es honvéd gyalogezred korábbi tábori lelkésze révén – az egri líceum bombabiztos pincéjébe került. A háború után a miskolci múzeum és a Zenepalota sem tudta fogadni a gyűjteményt, egyéb szóba került helyek sem voltak alkalmasak, így végül az egész – az ötéves pincei tárolást megszenvedő – anyagot a Honvéd Múzeumba szállították.
Az ezredfordulót követően Miskolcon két kiállítást is rendeztek a 10-es honvédekkel kapcsolatban. Az egyik 2012. június 16-án nyílt, és a Herman Ottó Múzeum rendezte „Győzelem vagy halál” címmel. A kiállítás célja az volt, hogy ismertesse a 10-es honvédek történetét, emlékeztessen háborús hőstetteikre, és bemutassa mindennapjaikat és hagyományaikat. A második kiállítást – egy többnapos programsorozat keretén belül – is a múzeum rendezte, és a Városháza aulájában mutatták be. Az apropót az 1917-es „10-es Honvéd Hét” 100. évfordulója adta. A programsorozat 2018 tavaszán (2018. május 11–26.) folytatódott a Herman Ottó Múzeumban tartott előadásokkal.

### Egyesület
Az ezredforduló után az Országgyűlés megalkotta a 2001. évi LXIII. törvényt, amely a magyar hősök emlékének megörökítéséről szól. A 10-es honvéd hagyományok felújítására még ebben az évben létrejött a 10-es Honvéd Emlékbizottság, és május 4-én koszorúzási ünnepséget tartottak a Herman Ottó Gimnázium részvételével. Beszédet mondott Kobold Tamás, a város polgármestere, és megjelent özv. Horthy Istvánné is. Azóta minden évben megtartják a koszorúzási ünnepséget. 2014-ben megalakult a 10-es Honvéd Hagyományőrző Egyesület, amely az első világháborús hősök emlékének ápolását tűzte ki célul, és az emlékezések motorja. A hagyományos helyi rendezvények mellett végiglátogatják az ezred hajdani harcainak helyszíneit is (Erdély, Lengyelország, Szlovákia).